# Уильямс, Мадиу
Мадиу Мохаммед Уильямс (англ. Madieu Mohammed Williams, 18 октября 1981, Фритаун, Сьерра-Леоне) — профессиональный футболист, сэйфти. Выступал в НФЛ с 2004 по 2012 год. Обладатель награды Человеку года имени Уолтера Пейтона 2010 года.

## Биография
Мадиу Уильямс родился 18 октября 1981 года во Фритауне. В возрасте девяти лет он вместе с матерью эмигрировал в США. Мадиу окончил школу имени Габриэля Дюваля. В 1999 году он поступил в Таусонский университет, через два года перевёлся в Мэрилендский университет. В 2002 и 2003 годах Уильямс сыграл в двадцати шести играх в чемпионате NCAA.

#### Статистика выступлений в NCAA
| Сезон | Команда            | Игры | Захваты | Захваты | Захваты | Захваты | Захваты | Перехваты | Перехваты | Перехваты | Перехваты | Перехваты | Фамблы | Фамблы | Фамблы | Фамблы |
| Сезон | Команда            | Игры | Solo    | Ast     | Tot     | Loss    | Sk      | Int       | Yds       | Y/R       | TD        | PD        | FR     | Yds    | TD     | FF     |
| ----- | ------------------ | ---- | ------- | ------- | ------- | ------- | ------- | --------- | --------- | --------- | --------- | --------- | ------ | ------ | ------ | ------ |
| 1999  | Таусон Тайгерс     | 11   | 37      | 16      | 53      | 0,0     | 0,0     | 1         | 9         | 9,0       | 0         | 7         | 0      | 0      | 0      | 2      |
| 2000  | Таусон Тайгерс     | 11   | 32      | 10      | 42      | 2,0     | 0,0     | 0         | 0         | 0,0       | 0         | 10        | 0      | 0      | 0      | 0      |
| 2002  | Мэриленд Террапинс | 14   | 61      | 21      | 82      | 2,0     | 1,0     | 4         | 0         | 0,0       | 0         | 7         | 0      | 0      | 0      | 2      |
| 2003  | Мэриленд Террапинс | 12   | 59      | 22      | 81      | 0,0     | 0,0     | 3         | 10        | 3,3       | 0         | 0         | 0      | 0      | 0      | 0      |
| Всего | Всего              | 48   | 189     | 69      | 258     | 4,0     | 1,0     | 8         | 19        | 2,4       | 0         | 24        | 0      | 0      | 0      | 4      |

На драфте НФЛ 2004 года Уильямс был выбран «Цинциннати» во втором раунде под общим пятьдесят шестым номером. В составе «Бенгалс» он отыграл четыре сезона, после чего получил статус свободного агента. В 2008 году Мадиу подписал шестилетний контракт на 33 млн долларов с «Миннесотой». Первую половину сезона он пропустил из-за травмы шеи. Вернувшись на поле, Уильямс принял участие в девяти матчах, сделав сорок два захвата, два перехвата и сбив три передачи. В следующие два сезона он сыграл в тридцати матчах, сделав всего один перехват и сбив шесть передач. В 2011 году клуб расторг контракт с Уильямсом.
Следующим его клубом стал «Сан-Франциско», с которым Мадиу подписал однолетний контракт. В составе «Фоти Найнерс» он отыграл сезон 2011 года, приняв участие в пятнадцати матчах, но лишь три начав в стартовом составе. В играх за команду он сделал девять захватов. После окончания сезона Уильямс получил статус свободного агента и в апреле 2012 года подписал контракт с «Вашингтоном». За «Редскинс» Мадиу отыграл один сезон, получив место в стартовом составе из-за травмы Брэндона Мериуэзера.

#### Статистика выступлений в НФЛ

##### Регулярный чемпионат
| Сезон | Команда                    | Игры | Захваты | Захваты | Захваты | Захваты | Захваты | Перехваты | Перехваты | Перехваты | Перехваты | Перехваты | Фамблы | Фамблы | Фамблы | Фамблы |
| Сезон | Команда                    | Игры | Solo    | Ast     | Tot     | Loss    | Sk      | Int       | Yds       | Y/R       | TD        | PD        | FR     | Yds    | TD     | FF     |
| ----- | -------------------------- | ---- | ------- | ------- | ------- | ------- | ------- | --------- | --------- | --------- | --------- | --------- | ------ | ------ | ------ | ------ |
| 2004  | Цинциннати Бенгалс         | 16   | 86      | 17      | 103     | 6       | 2,0     | 3         | 51        | 17,0      | 1         | 11        | 2      | -3     | 0      | 0      |
| 2005  | Цинциннати Бенгалс         | 4    | 17      | 6       | 23      | 1       | 0,0     | 1         | 2         | 2,0       | 0         | 3         | 0      | 0      | 0      | 0      |
| 2006  | Цинциннати Бенгалс         | 16   | 68      | 22      | 90      | 4       | 0,0     | 3         | 33        | 11,0      | 0         | 13        | 0      | 0      | 0      | 2      |
| 2007  | Цинциннати Бенгалс         | 13   | 58      | 16      | 74      | 6       | 2,0     | 2         | 40        | 20,0      | 0         | 7         | 1      | 2      | 0      | 1      |
| 2008  | Миннесота Вайкингс         | 9    | 38      | 4       | 42      | 1       | 0,0     | 2         | -1        | -0,5      | 0         | 3         | 0      | 0      | 0      | 0      |
| 2009  | Миннесота Вайкингс         | 16   | 61      | 13      | 74      | 2       | 0,0     | 0         | 0         | 0,0       | 0         | 4         | 1      | 0      | 0      | 0      |
| 2010  | Миннесота Вайкингс         | 14   | 50      | 25      | 75      | 1       | 0,5     | 1         | 0         | 0,0       | 0         | 2         | 0      | 0      | 0      | 1      |
| 2011  | Сан-Франциско Фоти Найнерс | 15   | 6       | 3       | 9       | 0       | 0,0     | 0         | 0         | 0,0       | 0         | 0         | 0      | 0      | 0      | 0      |
| 2012  | Вашингтон Редскинс         | 16   | 66      | 33      | 99      | 3       | 1,0     | 1         | 24        | 24,0      | 1         | 6         | 0      | 0      | 0      | 0      |
| Всего | Всего                      | 119  | 450     | 139     | 589     | 24      | 5,5     | 13        | 149       | 11,5      | 2         | 49        | 4      | -1     | 0      | 4      |

##### Плей-офф
| Сезон | Команда                    | Игры | Захваты | Захваты | Захваты | Захваты | Захваты | Перехваты | Перехваты | Перехваты | Перехваты | Перехваты | Фамблы | Фамблы | Фамблы | Фамблы |
| Сезон | Команда                    | Игры | Solo    | Ast     | Tot     | Loss    | Sk      | Int       | Yds       | Y/R       | TD        | PD        | FR     | Yds    | TD     | FF     |
| ----- | -------------------------- | ---- | ------- | ------- | ------- | ------- | ------- | --------- | --------- | --------- | --------- | --------- | ------ | ------ | ------ | ------ |
| 2008  | Миннесота Вайкингс         | 1    | 4       | 0       | 4       | 0       | 0,0     | 0         | 0         | 0,0       | 0         | 0         | 0      | 0      | 0      | 0      |
| 2009  | Миннесота Вайкингс         | 2    | 6       | 5       | 11      | 0       | 0,0     | 0         | 0         | 0,0       | 0         | 0         | 0      | 0      | 0      | 0      |
| 2011  | Сан-Франциско Фоти Найнерс | 2    | 1       | 0       | 1       | 0       | 0,0     | 0         | 0         | 0,0       | 0         | 0         | 0      | 0      | 1      | 0      |
| 2012  | Вашингтон Редскинс         | 1    | 3       | 0       | 3       | 0       | 0,0     | 0         | 0         | 0,0       | 0         | 1         | 0      | 0      | 0      | 0      |
| Всего | Всего                      | 6    | 14      | 5       | 19      | 0       | 0,0     | 0         | 0         | 0,0       | 0         | 1         | 0      | 0      | 0      | 1      |

## Вне футбола
В 2006 году Уильямс основал благотворительный фонд, целью которого было оказание помощи детям в Сьерра-Леоне. В 2009 году на средства фонда была открыта школа, названная в честь матери Мадиу, умершей от рака. Тогда же им было пожертвовано два миллиона долларов на создание Центра глобальных инициатив в области здравоохранения при Мэрилендском университете. В 2010 году за свою деятельность Уильямс получил награду Человеку года имени Уолтера Пейтона.
После окончания карьеры, в 2012 году, Уильямс поступил на юридический факультет Мэрилендского университета. Также он работал стажёром в штабе сенатора штата Уильяма Смита. Мадиу принимал участие в разработке законопроекта, по которому детям до поступления в старшую школу запрещалось бы играть в контактный футбол. По мнению его авторов, это могло бы предотвратить получение травм головы, последствия которых негативно сказываются на дальнейшей жизни детей и подростков.